# Шимшилакеди (Тержольский муниципалитет)
Шимшилакеди (груз. შიმშილაქედი) — село в Грузии, на территории Тержольского муниципалитета края (мхаре) Имеретия.

## География
Село находится в западной части Грузии, на правом берегу реки Дзусы, на расстоянии 10 километров к северо-востоку от города Тержола, административного центра муниципалитета. Абсолютная высота — 265 метров над уровнем моря.

## Население
По результатам официальной переписи населения 2014 года, в Шимшилакеди проживало 185 человек (98 мужчин и 87 женщин). В национальной структуре населения грузины составляли 100 %.
| Год  | Население, человек |
| ---- | ------------------ |
| 2002 | 263                |
| 2014 | ↘ 185              |